# Rino De Nobili Di Vezzano
Il marchese Rino De Nobili di Vezzano (La Spezia, 1º giugno 1899 – Lugano, 10 dicembre 1947) è stato un diplomatico e politico italiano.

## Biografia
Figlio del marchese Prospero De Nobili, fratello della più celebre costumista Lila De Nobili, entrò nella carriera diplomatica nel 1912 e fu segretario della legazione del Lussemburgo dal 1921 fino alla sua elezione a deputato del Regno nel 1924. Si dimise dopo l'approvazione delle leggi fascistissime per ritirarsi a vita privata fino all'armistizio di Cassibile.
Sposò a Lugano Elsa Nathan-Berra, appartenente a un'abbiente famiglia svizzera di origini ebree, dalla quale non ebbe figli.
Alla morte del padre Prospero nel 1945, ereditò il titolo di marchese che mantenne fino alla morte, avvenuta nel 1947.
Partecipò alla resistenza nelle file del Partito d'azione e riprese l'attività diplomatica nel 1947 come ambasciatore italiano in Belgio.
Morì senza eredi nel dicembre 1947, alla sua morte il titolo di marchese passò al cugino Grimaldo.